# شیائو ژان
شیائو جان (به زبان چینی 肖战؛ پین‌یین: Xiāo Zhàn، متولد ۵ اکتبر ۱۹۹۱)، معروف به شان شیائو، بازیگر و خواننده چینی است. او قبل از اینکه به عنوان بازیگر در درام‌های سرزمین ارواح (۲۰۲۱)، بی وقفه/رام‌نشده (۲۰۱۹)، گرگ (۲۰۲۰) و لذت زندگی (۲۰۱۹) ایفای نقش کند به عنوان عضوی از گروه پسران چینی ایکس ناین فعالیت داشت. او همچنین برای نقش‌های خود برنده چندین جایزه و چندین بار نامزد دریافت جایزه شده است.
شیائو جان به عنوان خواننده در اواخر آوریل سال ۲۰۲۰ تک آهنگ «Made to love» یا (Spotlight) را منتشر کرد که با حجم فروش ۲۵٫۴۸ میلیون، رکورد سریعترین فروش آلبوم دیجیتالی گینس را طی ۲۴ ساعت پس از انتشار آن ثبت کرد. او به عنوان بازیگر در حالی که در نسخه یانگ هوآ در درام تحسین برانگیز هشت ساعته "رویایی مانند یک رویا" بازی می‌کرد دبیوت کرد وی اولین بازی خود را در ووهان انجام داد.

## اوایل زندگی
شیائو جان در ۵ اکتبر ۱۹۹۱ در چونگ‌کینگ متولد شد. از کودکی شروع به یادگیری نقاشی و نواختن ویولن کرد. وی در آکادمی بین‌المللی طراحی هنر مدرن در دانشگاه فناوری و تجارت چونگ‌کینگ تحصیل کرد. در دوران دانشگاه، او علاوه بر اینکه یکی از اعضای کمیته ادبی کلاس بود در گروه کر مدرسه نیز بود.
در سال ۲۰۱۲، او به همراه دوستانش یک آتلیه عکاسی تأسیس کرد و به عنوان عکاس اصلی آنها فعالیت کرد. پس از فارغ التحصیلی در سال ۲۰۱۴ و قبل از دیبوت به عنوان عکاس و طراح گرافیک کار می‌کرد..

## حرفه

### ۲۰۱۵–۲۰۱۸: اولین محبوبیت و افزایش محبوبیت
در سال ۲۰۱۵، شیائو جان در برنامه رلتی شو ایکس-فایر شرکت کرد و در آنجا تلاش کرد تا در کنار ۱۵ کارآموز دیگر یک آیدول باشد. وی همچنین در ضبط برنامه کانال تین از شبکه تنسنت شرکت کرد. اولین صحنه اجرای وی در کنسرت سال نو از ژجیانگ تی‌وی در سال ۲۰۱۶ بود، جایی که او تک آهنگ "یخ زده" و همچنین آهنگ "مرد باش" را در کنار هم تیمی‌های خود اجرا کرد. وی در کنار هشت کارآموز دیگر در گروه آیدول ایکس ناین در سال ۲۰۱۶ حضور یافت و عنوان خواننده اصلی را به دست گرفت. ایکس ناین اولین مینی آلبوم ایکس جیو خود را در سپتامبر ۲۰۱۶ منتشر کرد.
در ۲۰۱۶، شیائو جان اولین بازیگری خود را در درام فانتزی آکادمی سوپر استار انجام داد که در آن نقش اصلی را بازی می‌کرد. در همان سال، او در درام عاشقانه سفر - زمان به نام شاتل عشق هزار ساله نقش کوچکی داشت.
در سال ۲۰۱۸، او در وب درامای عاشقانه تاریخی اوه! امپراطور من بازی کرد. این مجموعه به دلیل خط داستان کمدی و رمانتیک خود مورد استقبال قرار گرفت و شیائو جان با بازی در نقش یک شاهزاده سلطه گر اما در عین حال ملایم مورد توجه قرار گرفت. وی موسیقی متن این درام را با عنوان "قدم گذاشتن روی سایه‌ها" خواند. در همان سال، او در درام اکشن تخیلی میدان‌های مبارزه و همچنین درام تاریخی گرگ بازی کرد.

### ۲۰۱۹ – امروز: دستیابی به موفقیت
در سال ۲۰۱۹، شیائو جان در درام بی وقفه که بر اساس رمان مو داو زو شی بود در کنار وانگ ییبو در نقش یکی از دو رهبر مرد بازی کرد.  همچنین او و وانگ ییبو برای این درام یک دوئت با عنوان "بی‌قید و بند" منتشر کردند. شیائو جان با به تصویر کشیدن او از وی ووشیان بی قید و ب به ییلینگ لائوزو تیره و رنجور نظرات بسیار مثبتی دریافت کرد که باعث محبوبیت بیشتر وی شد. این سریال در خارج از کشور نیز محبوب بود. این سریال از ۲۵ اکتبر ۲۰۱۹ در نتفلیکس شروع به پخش شد که منجر به افزایش شناخت جهانی شیائو جان شد. در همان سال، او در فیلم سلسله جید که اقتباسی از رمان شان شیاژو شانبو در نقش قهرمان ژانگ شیائوفان بازی کرد. این فیلم در روز اکران در صدر جدول گیشه چین قرار گرفت و پس از ۱۸ روز نمایش در مجموع بیش از ۴۰۰ میلیون یوان درآمد گیشه داشت. در تایلند، این فیلم رکورد جدیدی به عنوان پردرآمدترین فیلم چینی زبان در ۱۰ سال گذشته ثبت کرد. شیائو جان در درام تاریخی لذت زندگی به عنوان یک جاسوس حضور داشت و آهنگ تم پایان را با نام "سالهای باقی مانده" خواند. در ماه سپتامبر اعلام شد که او به همراه واجی‌جی‌وا اینترتیمنت استودیوی خود را به نام "استودیو ایکس‌زد" تأسیس کرده است.
در سال ۲۰۲۰، شیائو جان برای اولین بار در گالای سال جدید در سی‌سی‌تی‌وی ظاهر شد و در کنار زی نا بازی کرد. در ۲۵ آوریل، شیائو جان تک آهنک دیجیتالی خود را "ساخت عشق" (نور افکن) منتشر کرد که با فروش بیش از ۵۳ میلیون نسخه به بالاترین فروش تک آهنگ دیجیتال در همه زمان‌ها تبدیل شد. وی برای این آهنگ وارد رکوردهای جهانی گینس با سریعترین فروش آهنگ دیجیتال در چین شد.
شیائو جان همچنین در سریال گرگ در کنار دارن وانگ و لی چین بازی کرد و سریال در ۱۹ نوامبر ۲۰۲۰ در تنسنت، آی‌چی‌یی و یوکو منتشر شد. این سریال از زمان انتشار در رتبه نخست شاخص‌های محبوبیت در سرزمین اصلی چین قرار گرفت و تنها پس از ۱۱ روز از رونمایی آن از ۵۰۰ میلیون بازدید در یک پلتفرم فراتر رفت. از دسامبر سال ۲۰۲۰، تعداد کل بازدیدکنندگان در سه پلتفرم با متوسط دید روزانه نزدیک به ۱۰۰ میلیون نفر از ۱ میلیارد نفر فراتر رفت.
شیائو جان به عنوان خواننده در فینال "بازیگران لطفاً مکان خود را در فصل ۲ انتخاب کنید" ظاهر شد و آهنگ "با هرچه دارم به سمت تو فرار میکنم" را به همراه بی بی ژو اجرا کرد. شیائو جان همچنین در طول مراسم اهدای جوایز آل استار ۲۰۲۰ از شبکه تنسنت دو آهنگ اجرا کرد، یک آهنگ به نام سوگند عشق در کنار همبازی او یانگ زی در مجموعه تلویزیونی سوگند عشق و تکنوازی اواس‌تی برای همان سریال، به نام 最 幸运 的 幸运 - خوش شانس ترین ثروت (روشن) اجرا کرد.
در اواخر سال ۲۰۲۰، او در حال فیلمبرداری یک درام جدید بود به نام سربازان آس که تولید آن را در ۱۴ دسامبر سال ۲۰۲۰ پایان داد. او نقش گو یی یه را بازی خواهد کرد.
در ۹ مارس ۲۰۲۱، تک آهنگ دیجیتال شیائو جان "ساخته شده برای عشق" (نور افکن) با جمع آوری ۱٫۴۸ میلیارد اشتراک که معادل استریم در سراسر جهان بود توسط فدراسیون بین‌المللی صنعت فونوگرافی به عنوان هفتمین تک آهنگ فروش دیجیتال در سال ۲۰۲۰ شناخته شد.
در تاریخ ۲۹ مارس ۲۰۲۱، اعلام شد که شیائو جان نقش اصلی شی یینگ را در نسخه زنده رمان تخیلی تصنیف استخوان یشم معروف به 玉骨遥 بازی می‌کند.
در ۲۲ آوریل ۲۰۲۱، شیائو جان اولین حضور خود در تئاتر را در نمایشنامه‌ی رویایی مانند رویا انجام داد که به احترام کارمندان مراقبت‌های بهداشتی در ووهان پرداخته شده بود او نقش بیمار شماره ۵ را بازی کرد. او از آن زمان به بازی در نقش دو شهر دیگر (چینگدائو و چنگدو) از ۹ شهر برنامه ریزی شده در تور نمایش در سراسر کشور ادامه داده بود.

## حرفه موسیقی
در سال ۲۰۱۵، شیائو جان پس از توصیه یک معلم در برنامه رلتی شو ایکس-فایر شرکت کرد که در آنجا به عنوان یک آیدول در کنار ۱۵ کارآموز دیگر آموزش دید. وی همچنین در ضبط برنامه کانال تین از شبکه تنسنت شرکت کرد. اولین صحنه اجرای وی در کنسرت سال نو از ژجیانگ تی‌وی در سال ۲۰۱۶ بود، جایی که او تک آهنگ "یخ زده" و همچنین آهنگ تم "مرد باش" را در کنار هم تیمی‌های خود اجرا کرد. وی در کنار هشت کارآموز دیگر در گروه آیدول ایکس ناین در سال ۲۰۱۶ حضور یافت و به عنوان خواننده اصلی به فعالیت خود ادامه داد. ایکس ناین اولین مینی آلبوم ایکس جیو خود را در سپتامبر ۲۰۱۶ منتشر کرد.
در سال ۲۰۱۸، شیائو جان موسیقی متن فیلم درام اوه! امپراطور من را خواند. که عنوان موسیقی متن این درام "قدم گذاشتن روی سایه‌ها" بود.
در سال ۲۰۱۹، شیائو جان برای درام‌هایی که در آنها بازی کرده بود آواز خواند. او و وانگ ییبو دوئتی با عنوان "بی‌قید و بند" را برای درام بی وقفه منتشر کردند. برای درام لذت زندگی، شیائو جان آهنگ تم پایان را با عنوان "سالهای باقی مانده" خواند.
از اکتبر ۲۰۱۹ تا ژانویه ۲۰۲۰، شیائو جان به طور منظم در برنامه آواز دراگون تی‌وی "ترانه ما" حضور داشت که در آن خوانندگان پیشکسوت با خوانندگان جوان در نسل جدید جفت می‌شوند.
شیائو جان همچنین به عنوان خواننده در فینال "بازیگران لطفاً مکان خود را در فصل ۲ انتخاب کنید" ظاهر شد و آهنگ "با هرچه دارم به سمت تو فرار میکنم" را به همراه بی بی ژو اجرا کرد. شیائو جان همچنین در طول مراسم اهدای جوایز آل استار ۲۰۲۰ از شبکه تنسنت دو آهنگ اجرا کرد، یک آهنگ به نام سوگند عشق در کنار همبازی او یانگ زی در مجموعه تلویزیونی سوگند عشق و تکنوازی اواس‌تی برای همان سریال، به نام 最 幸运 的 幸运 - خوش شانس ترین ثروت (روشن) اجرا کرد.

### ساخته شده برای عشق
در تاریخ ۲۵ آوریل سال ۲۰۲۰، شیائو جان تک آهنگ دیجیتال خود را به نام "ساخته شده برای عشق" (نور افکن) منتشر کرد که با فروش بیش از ۵۳ میلیون نسخه، به پر فروش‌ترین تک آهنگ دیجیتال تبدیل شد. وی برای این آهنگ وارد رکوردهای جهانی گینس با سریعترین فروش آهنگ دیجیتالی در چین شد.
در ۹ مارس ۲۰۲۱، این تک آهنگ با جمع آوری ۱٫۴۸ میلیارد اشتراک که معادل استریم در سراسر جهان بود. توسط فدراسیون بین‌المللی صنعت فونوگرافی به عنوان هفتمین تک آهنگ فروش دیجیتال در سال ۲۰۲۰ شناخته شد.

## فعالیت‌های دیگر

### تأییدات و ارزش تجاری
به دنبال موفقیت درام بی وقفه، شیائو جان به یکی از بیشترین تقاضای طرفداران تبدیل شده است. موارد مورد تأیید وی از نوشیدنی و محصولات شستشو گرفته تا مجلات جواهرات و مد متفاوت است. با بیشتر آن‌ها رکورد فروش قبلی خود را شکستند. پس از انتصاب وی به عنوان طرفدار برند خط تولید عطر و زیبایی استه لودر، گزارش شده است که رکورد فروش این برند از رکورد پارسال در سال گذشته پیشی گرفت و همچنین در لیست محبوب‌ترین مارک‌های چینی برای ۱۱:۱۱ و جمعه سیاه ۲۰۱۹ قرار گرفت.‌ فوربز چین او را در لیست ۳۰ زیر ۳۰ آسیا ۲۰۱۹ خود قرار داد که متشکل از ۳۰ نفر با نفوذ زیر ۳۰ سال بود که تأثیر قابل توجهی در زمینه‌های خود داشته‌اند.
این خواننده-بازیگر هفته‌ها و ماه‌های متوالی به‌خاطر موفقیت‌های بزرگ خود در رتبه‌های برتر جدول‌های مختلف قرار دارد. او از اوت تا نوامبر ۲۰۱۹ در رتبه‌بندی فهرست سلبریت آر۳ قرار گرفت.  و در اوت و اکتبر ۲۰۱۹ ارزش مد ستاره توسط سینا مد انتخاب شد. وی همچنین در ماه سپتامبر تا نوامبر در لیست ارزش کسب و کار ستاره اطلاعاتی Ai Man قرار گرفت. وی در لیست خوشتیپ‌ترین چهره‌های تی‌سی‌سی آسیا در آسیا ۲۰۱۹ رتبه ۱ را کسب کرد.
شیائو جان ۲۵ بار متوالی در میان ۴۴ بازیگر مرد با کسب برد به عنوان با نفوذترین بازیگر سال در لیست پاور استار ۲۰۱۹ قرار گرفت.

### فعالیت‌های سفیر
شیائو جان به عنوان سفیر تبلیغاتی گالری بهار تلویزیونی پکن ۲۰۲۰ انتخاب شد.

## فیلم شناسی

### فیلم
| سال  | نام فیلم سینمایی | نقش بازیگر    | توضیحات      | منابع  |
| ---- | ---------------- | ------------- | ------------ | ------ |
| ۲۰۱۸ | شکار هیولا ۲     | شیطان کوچک    | حضور افتخاری | [ ۵۲ ] |
| ۲۰۱۹ | تازه‌کاران        | یوان جینگلین  | حضور افتخاری | [ ۵۳ ] |
| ۲۰۱۹ | سلسله جید        | ژانگ شیائوفان |              | [ ۵۴ ] |

### سریال‌های تلویزیونی
| سال  | نام سریال              | نقش بازیگر   | شبکه                          | توضیحات | منابع  |
| ---- | ---------------------- | ------------ | ----------------------------- | ------- | ------ |
| ۲۰۱۶ | آکادمی سوپر استار      | فانگ تیانزه  | تنسنت                         |         | [ ۷ ]  |
| ۲۰۱۶ | شاتل عشق هزار ساله     | رئیس لیانگ   | هونان تی‌وی                    | مهمان   | [ ۸ ]  |
| ۲۰۱۸ | اوه! امپراطور من ۱ و ۲ | بیتانگ موران | تنسنت                         |         | [ ۱۱ ] |
| ۲۰۱۸ | میدان‌های مبارزه        | لین شیویا    | هونان تی‌وی، تنسنت             |         | [ ۱۳ ] |
| ۲۰۱۹ | بی وقفه                | وی ووشیان    | تنسنت                         |         | [ ۱۵ ] |
| ۲۰۱۹ | لذت زندگی              | یان بینگیون  | تنسنت، آی‌چی‌یی                 |         | [ ۵۵ ] |
| ۲۰۱۹ | بی‌وقفه ویرایش ویژه     | وی ووشیان    | وی تی‌وی                       |         | [ ۱۵ ] |
| ۲۰۲۰ | قهرمانان در راه آسیب   | کای دینگ     | سی‌سی‌تی‌وی، تنسنت، آی‌چی‌یی، یوکو |         | [ ۵۶ ] |
| ۲۰۲۰ | گرگ                    | جی چونگ      | تنسنت، آی‌چی‌یی، یوکو           |         | [ ۵۷ ] |
| ۲۰۲۱ | سرزمین ارواح           | تانگ سان     | سی‌سی‌تی‌وی، تنسنت               |         | [ ۵۸ ] |
| ۲۰۲۱ | سربازان آس             | گو یی یه     | آی‌چی‌یی                        |         |        |
| ۲۰۲۱ | سوگند عشق              | گو وی        | هونان تی‌وی، تنسنت             |         | [ ۵۹ ] |
| ۲۰۲۲ | تصنیف استخوان جید      | شی یانگ      | تنسنت                         |         | [ ۶۰ ] |

### تئاتر
| سال  | نام نمایش            | نقش بازیگر    | منابع  |
| ---- | -------------------- | ------------- | ------ |
| ۲۰۲۱ | رویایی مانند یک رویا | بیمار شماره ۵ | [ ۶۱ ] |

### فیلم کوتاه
| سال  | نام سریال                           | نقش بازیگر       | توضیحات              | منابع  |
| ---- | ----------------------------------- | ---------------- | -------------------- | ------ |
| ۲۰۱۵ | هجده                                | شیائو جان        |                      |        |
| ۲۰۱۵ | دستگاه آواز دل شکستگی               | دوست پسر سابق چن |                      |        |
| ۲۰۱۵ | دیوار دفاع جوانان از آتش نجات دهنده |                  |                      |        |
| ۲۰۱۶ | روحیه جنگجو                         | جنگجوی باد       |                      |        |
| ۲۰۱۶ | درخشان ترین ستاره آسمان             |                  |                      |        |
| ۲۰۱۹ | جهان را احساس کنید                  |                  | نسخه ماکائو          | [ ۶۲ ] |
| ۲۰۱۹ | فیلم رژ لب شیائو جان                |                  | استه لودر فیلم کوتاه | [ ۶۳ ] |
| ۲۰۱۹ | قوانین خانواده                      |                  |                      | [ ۶۴ ] |
| ۲۰۱۹ | سرگردان افتخار خندان جدید           | لینگو چونگ       | فیلم مفهومی          | [ ۶۵ ] |
| ۲۰۲۰ | خرید گوش                            |                  |                      | [ ۶۶ ] |

### برنامه تلویزیونی
| سال       | نام سریال        | نقش بازیگر | شبکه        | منابع  |
| --------- | ---------------- | ---------- | ----------- | ------ |
| ۲۰۱۵–۲۰۱۶ | ایکس فایر        | عضو اصلی   | زدجی‌تی‌وی    | [ ۳ ]  |
| ۲۰۱۷      | دی دی آپ         | شرکت کننده | هونان تی‌وی  |        |
| ۲۰۱۷      | هپی کمپ          | شرکت کننده | هونان تی‌وی  |        |
| ۲۰۱۸      | پرودوس ۱۰۱       | مربی       | تنسنت       |        |
| ۲۰۱۸      | هپی کمپ          | شرکت کننده | هونان تی‌وی  |        |
| ۲۰۱۹      | دی دی آپ         | شرکت کننده | هونان تی‌وی  |        |
| ۲۰۱۹      | هپی کمپ          | شرکت کننده | هونان تی‌وی  |        |
| ۲۰۱۹      | قاتل کیست: فصل ۵ | شرکت کننده | مانگو تی‌وی  |        |
| ۲۰۱۹      | Ai Si Bu Si      | شرکت کننده | کوران       | [ ۶۷ ] |
| ۲۰۱۹      | آهنگ ما          | عضو اصلی   | دراگون تی‌وی | [ ۶۸ ] |
| ۲۰۲۰      |                  | مهمان      | تنسنت       |        |
| ۲۰۲۱      | شهر شگفت انگیز   | شرکت کننده | یوکو        |        |

## دیسکوگرافی

### سینگل
| عنوان                                                                                  | سال  | فروش              | آلبوم                            | منبع   |
| -------------------------------------------------------------------------------------- | ---- | ----------------- | -------------------------------- | ------ |
| "قدم گذاشتن روی سایه‌ها" (Stepping on Shadows)                                          | ۲۰۱۸ |                   | اوه! امپراطور من او‌اس‌تی          | [ ۱۲ ] |
| "نبرد در آسمان‌ها" (Battle Through the Heavens) (همراه وو جیاچنگ، پنگ چویو و گو جیاچنگ) | ۲۰۱۸ |                   | میدان‌های مبارزه او‌اس‌تی           | [ ۶۹ ] |
| "خشنود" (Satisfied)                                                                    | ۲۰۱۸ |                   | Non-album single                 | [ ۷۰ ] |
| "بی‌قید و بند" (Unrestrained) (همراه وانگ ییبو)                                         | ۲۰۱۹ |                   | بی وقفه او‌اس‌تی                   | [ ۱۶ ] |
| "بی‌قید و بند" (Unrestrained) (ورژن انفرادی)                                            | ۲۰۱۹ |                   | بی وقفه او‌اس‌تی                   | [ ۱۶ ] |
| "آهنگ با چن چینگ به پایان می‌رسد" (Song Ends with Chen Qing)                            | ۲۰۱۹ |                   | بی وقفه او‌اس‌تی                   |        |
| "از جوانان می‌پرسند" (Asking Youth)                                                     | ۲۰۱۹ |                   | سلسله جید او‌اس‌تی                 | [ ۷۱ ] |
| "دو ببر" (Two Tigers)                                                                  | ۲۰۱۹ |                   | دو ببر او‌اس‌تی                    | [ ۷۲ ] |
| "سال‌های باقی مانده" (Remaining Years)                                                  | ۲۰۱۹ |                   | لذت زندگی او‌اس‌تی                 | [ ۷۳ ] |
| "جاه طلبی دریای آبی" (Blue Sea Ambition)                                               | ۲۰۱۹ |                   | لبخند جدید، سرگردان مفتخر او‌اس‌تی | [ ۷۴ ] |
| "در هزار سال بخوانید" (Sing in a Thousand Years) (همراه نا یینگ)                       | ۲۰۲۰ |                   | کلاسیک‌های ابدی فصل ۳             | [ ۷۵ ] |
| "سنگ بامبو" (Bamboo Stone)                                                             | ۲۰۲۰ |                   | کلاسیک‌های ابدی فصل ۳             | [ ۷۶ ] |
| "نور افکن" (Spot Light)                                                                | ۲۰۲۰ | - CHN: 51,776,661 | Non-album single                 | [ ۲۷ ] |
| "جوانان بر اسب" (The Youth on a Horse)                                                 | ۲۰۲۱ |                   | سرزمین ارواح او‌اس‌تی              | [ ۷۷ ] |

### ظواهر دیگر
| عوان                                                           | سال  | آلبوم                              | یادداشت                                   | منبع   |
| -------------------------------------------------------------- | ---- | ---------------------------------- | ----------------------------------------- | ------ |
| "سرزمین مادریم و من" (My Motherland and I)                     | ۲۰۱۹ | جوانان برای سرزمین مادری می خوانند | پروژه برای جمهوری خلق هفتادمین سالگرد چین | [ ۷۸ ] |
| "قلب چینی من" (My Chinese Heart)                               | ۲۰۱۹ | جوانان برای سرزمین مادری می خوانند | پروژه برای جمهوری خلق هفتادمین سالگرد چین | [ ۷۹ ] |
| "بهترین تابستان" (The Best Summer)                             | ۲۰۱۹ | جوانان برای سرزمین مادری می خوانند | پروژه برای جمهوری خلق هفتادمین سالگرد چین | [ ۸۰ ] |
| "مطمئن باشید عشق پیروز می‌شود" (Firmly Believe Love Will Win)   | ۲۰۲۰ | Non-album singles                  | آهنگ حمایتی از پاندمی کووید-۱۹            | [ ۸۱ ] |
| "سوئی سوئی پینگ آن" (Sui Sui Ping An)                          | ۲۰۲۰ | Non-album singles                  | آهنگ حمایتی از پاندمی کووید-۱۹            | [ ۸۲ ] |
| "قصیده به شکوفه‌های آلو قرمز" (Ode to the Red Plum Blossoms)    | ۲۰۲۰ | Non-album singles                  | کمپین زیبای چین                           | [ ۸۳ ] |
| "راک بامبو" (Bamboo Rock)                                      | ۲۰۲۰ | Non-album singles                  | آهنگ حمایتی از پاندمی کووید-۱۹            | [ ۸۴ ] |
| "درخشان ترین ستاره آسمان شب" (Brightest Star in the Night Sky) | ۲۰۲۰ | Non-album singles                  | سی‌سی‌تی‌وی-۳ دومین جشنواره نهم              | [ ۸۵ ] |

## جوایز و نامزدها
| سال  | مراسم اهدای جایزه                                             | عنوان جایزه                               | اثر نامزد شده                    | نتیجه    | منبع    |
| ---- | ------------------------------------------------------------- | ----------------------------------------- | -------------------------------- | -------- | ------- |
| ۲۰۱۶ | شانزدهمین مراسم اهدای برترین جوایز موسیقی چین                 | محبوب‌ترین آیدول تازه‌کار                   | —                                | نامزدشده |         |
| ۲۰۱۶ | مراسم اهدای جایزه ستاره تنسنت                                 | بهترین بازیگر تازه‌کار مرد                 | آکادمی سوپر استار                | نامزدشده |         |
| ۲۰۱۸ | بیست و پنجمین مراسم اهدای زیبایی Cosmo                        | آیدول زیبای سال                           | —                                | برنده    | [ ۸۶ ]  |
| ۲۰۱۸ | دوازدهمین مراسم اهدای جایزه ستاره تنسنت                       | جایزه محبوبیت دوکی                        | —                                | برنده    | [ ۸۷ ]  |
| ۲۰۱۹ | مراسم اهدای گالای خیریه افراد مشهور چین                       | جایزه نیکوکاری                            | —                                | برنده    | [ ۸۸ ]  |
| ۲۰۱۹ | مراسم اهدای کیوکیو موزیک                                      | گواهینامه ۱۰ میلیون                       | "آهنگ با چن چینگ به پایان می‌رسد" | برنده    | [ ۸۹ ]  |
| ۲۰۱۹ | ششمین مراسم اهدای جوایز بازیگران چین                          | بهترین بازیگر مرد (سریال وب)              | بی وقفه                          | نامزدشده | [ ۹۰ ]  |
| ۲۰۱۹ | سومین جشنواره فیلم اینترنتی یینچوان                           | بهترین بازیگر مرد (سریال وب)              | بی وقفه                          | برنده    | [ ۹۱ ]  |
| ۲۰۱۹ | جشنواره فیلم سوفا                                             | محبوب‌ترین بازیگر مرد پاییز                | بی وقفه                          | برنده    | [ ۹۲ ]  |
| ۲۰۱۹ | مراسم اهدای جایزه برج طلایی                                   | محبوب‌ترین بازیگر مرد                      | بی وقفه                          | برنده    | [ ۹۳ ]  |
| ۲۰۱۹ | بیست و ششمین مراسم اهدای جوایز هو آدینگ                       | بهترین تازه وارد                          | بی وقفه                          | برنده    | [ ۹۴ ]  |
| ۲۰۱۹ | مراسم اهدای غنچه طلایی - چهارمین جشنواره فیلم و تلویزیون شبکه | بهترین بازیگر مرد                         | بی وقفه                          | نامزدشده | [ ۹۵ ]  |
| ۲۰۱۹ | مراسم اهدای جوایز مجموعه تلویزیونی ویبو                       | محبوب‌ترین بازیگر مرد                      | بی وقفه                          | نامزدشده | [ ۹۶ ]  |
| ۲۰۱۹ | مراسم اهدای جوایز مجموعه تلویزیونی ویبو                       | محبوب‌ترین شخصیت (وی ووشیان)               | بی وقفه                          | برنده    | [ ۹۷ ]  |
| ۲۰۱۹ | مراسم رتبه‌بندی کلاسیک استودیو جهانی                           | محبوب‌ترین شخصیت (وی ووشیان)               | بی وقفه                          | برنده    | [ ۹۸ ]  |
| ۲۰۱۹ | مراسم رتبه‌بندی مدل نقش فیلم و تلویزیون ۲۰۱۹                   | بازیگر مرد سال                            | بی وقفه                          | نامزدشده | [ ۹۹ ]  |
| ۲۰۱۹ | مراسم اهدای جوایز سینمایی و تلویزیونی سینا                    | محبوب‌ترین بازیگر مرد سال                  | بی وقفه                          | برنده    | [ ۱۰۰ ] |
| ۲۰۱۹ | دومین کنگره صنعت فرهنگی و سرگرمی                              | بهترین بازیگر مرد (دراما)                 | بی وقفه                          | نامزدشده | [ ۱۰۱ ] |
| ۲۰۱۹ | دومین کنگره صنعت فرهنگی و سرگرمی                              | بازیگر موفق (درام)                        | بی وقفه                          | نامزدشده | [ ۱۰۱ ] |
| ۲۰۱۹ | دومین کنگره صنعت فرهنگی و سرگرمی                              | بهترین زوج (همراه وانگ ییبو)              | بی وقفه                          | نامزدشده | [ ۱۰۱ ] |
| ۲۰۱۹ | دومین کنگره صنعت فرهنگی و سرگرمی                              | بازیگر موفق (فیلم)                        | سلسله جید                        | نامزدشده | [ ۱۰۱ ] |
| ۲۰۱۹ | مراسم اهدای شب فیلم                                           | امیدوارترین بازیگر مرد                    | سلسله جید                        | نامزدشده | [ ۱۰۲ ] |
| ۲۰۱۹ | مراسم اهدای جوایز کانال فیلم چین (سی‌سی‌تی‌وی -۶) لیست ام        | امیدوارترین بازیگر مرد                    | سلسله جید                        | نامزدشده | [ ۱۰۳ ] |
| ۲۰۱۹ | مراسم اهدای جوایز سینا زیباترین اجرا                          | برجسته‌ترین بازیگر مرد سال                 | بی وقفه، سلسله جید               | برنده    | [ ۱۰۴ ] |
| ۲۰۱۹ | مراسم اهدای جوایز سرگرمی تنسنت موزیک                          | ترانه سال (همراه وانگ ییبو)               | "بی‌قید و بند"                    | برنده    | [ ۱۰۵ ] |
| ۲۰۱۹ | مراسم اهدای جوایز موسیقی کوگو                                 | ترانه سال (همراه وانگ ییبو)               | برنده                            | [ ۱۰۶ ]  |         |
| ۲۰۱۹ | مراسم اهدای جوایز شب گلم کیهان                                | شخص سال (رویا)                            | —                                | برنده    | [ ۱۰۷ ] |
| ۲۰۱۹ | مراسم اهدای جوایز سوگو                                        | امیدوارترین هنرمند                        | —                                | برنده    |         |
| ۲۰۱۹ | مراسم اهدای جوایز شب فریاد آی‌چی‌یی                             | طلوع بازیگر مرد محبوب                     | —                                | برنده    | [ ۱۰۸ ] |
| ۲۰۱۹ | مراسم اهدای جوایز بایدو فودیان                                | داغ ترین ستاره سال                        | —                                | برنده    | [ ۱۰۹ ] |
| ۲۰۱۹ | مراسم اهدای جوایز آل استار تنسنت ویدیو                        | پادشاه محبوبیت دوکی                       | —                                | برنده    | [ ۱۱۰ ] |
| ۲۰۱۹ | مراسم اهدای جوایز آل استار تنسنت ویدیو                        | ستاره وی‌آی‌پی                              | —                                | برنده    | [ ۱۱۱ ] |
| ۲۰۱۹ | مراسم اهدای جوایز آل استار تنسنت ویدیو                        | بهترین بازیگر مرد سال تلویزیون            | بی وقفه                          | برنده    | [ ۱۱۱ ] |
| ۲۰۱۹ | مراسم اهدای جوایز کاغذ سفید سرگرمی تنسنت                      | بازیگر مرد سال تلویزیون                   | بی وقفه                          | برنده    | [ ۱۱۲ ] |
| ۲۰۱۹ | مراسم اهدای جوایز کاغذ سفید سرگرمی تنسنت                      | هیئت مشهور ستاره: بازیگر مرد سال تلویزیون | بی وقفه                          | برنده    | [ ۱۱۳ ] |
| ۲۰۱۹ | مراسم اهدای جوایز کاغذ سفید سرگرمی تنسنت                      | تاثیرگذارترین ستاره سال                   | —                                | برنده    | [ ۱۱۳ ] |
| ۲۰۱۹ | مراسم اهدای جوایز کاغذ سفید سرگرمی تنسنت                      | هیئت مشهور ستاره: هنرمند تاثیرگذار سال    | —                                | برنده    | [ ۱۱۴ ] |
| ۲۰۱۹ | مراسم اهدای جوایز بروم طلایی                                  | ناامید کننده ترین بازیگر مرد              | سلسله جید                        | برنده    | [ ۱۱۵ ] |
| ۲۰۱۹ | مراسم اهدای جوایز جینری توتیائو                               | مشهورترین مرد سلبریتی                     | —                                | برنده    | [ ۱۱۶ ] |
| ۲۰۱۹ | مراسم اهدای جوایز شب ویبو                                     | شخص داغ سال                               | بی وقفه                          | برنده    | [ ۱۱۷ ] |
| ۲۰۱۹ | مراسم اهدای جوایز شب ویبو                                     | ویبو کینگ                                 | —                                | برنده    | [ ۱۱۸ ] |
| ۲۰۱۹ | مراسم اهدای جوایز ادبیات چین                                  | بازیگر سال                                | بی وقفه، سلسله جید               | برنده    | [ ۱۱۹ ] |
| ۲۰۱۹ | مراسم اهدای جوایز ادبیات چین                                  | بازیگر قلب دوست                           | سلسله جید                        | برنده    | [ ۱۲۰ ] |
| ۲۰۱۹ | مراسم اهدای جوایز پرده سینما چین                              | بازیگر تازه‌کار سال                        | سلسله جید                        | برنده    | [ ۱۲۱ ] |
| ۲۰۲۰ | بیست و هفتمین مراسم اهدای ده جایزه برتر ای‌آر‌سی چینی           | ده آهنگ برتر                              | "بی‌قید و بند" (همراه وانگ ییبو)  | برنده    | [ ۱۲۲ ] |
| ۲۰۲۰ | بیست و هفتمین مراسم اهدای ده جایزه برتر ای‌آر‌سی چینی           | ده آهنگ برتر                              | "سال‌های باقی مانده"              | برنده    | [ ۱۲۲ ] |
| ۲۰۲۰ | مراسم اهدای جوایز مجموعه تلویزیونی ویبو                       | محبوب‌ترین بازیگر مرد                      | "گرگ"                            | برنده    | [ ۱۲۳ ] |
| ۲۰۲۰ | مراسم اهدای جوایز کاغذ سفید سرگرمی تنسنت                      | خواننده مرد سال                           | "نور افکن"                       | برنده    | [ ۱۲۴ ] |
| ۲۰۲۰ | مراسم اهدای جوایز کاغذ سفید سرگرمی تنسنت                      | قدرت ستاره سال                            | —                                | برنده    | [ ۱۲۵ ] |
| ۲۰۲۰ | مراسم اهدای جوایز شب ویبو                                     | ویبو کینگ                                 | —                                | برنده    | [ ۱۲۶ ] |
| ۲۰۲۰ | مراسم اهدای جوایز آل استار تنسنت ویدیو                        | ستاره وی‌آی‌پی                              | —                                | برنده    | [ ۱۲۷ ] |
| ۲۰۲۰ | مراسم اهدای جوایز وی تی‌وی ۲۰۲۰                                | بهترین رهبر مرد                           | بی وقفه                          | برنده    | [ ۱۲۸ ] |
| ۲۰۲۰ | مراسم اهدای جوایز وی تی‌وی ۲۰۲۰                                | بهترین بازیگر مرد سال                     | —                                | برنده    | [ ۱۲۹ ] |
| ۲۰۲۰ | مراسم اهدای پی‌سی‌ای ۲۰۲۰                                       | بهترین هنرمند چینی                        | گرگ                              | برنده    | [ ۱۳۰ ] |
| ۲۰۲۰ | مراسم اهدای جوایز نایت موینگ استار دویین                      | ستاره برتر سال                            | —                                | برنده    | [ ۱۳۱ ] |
| ۲۰۲۰ | مراسم اهدای جوایز پاور استار                                  | تاثیرگذارترین بازیگر مرد سال              | —                                | برنده    | [ ۱۳۲ ] |
| ۲۰۲۰ | مراسم اهدای جوایز سرگرمی تنسنت موزیک                          | محبوب‌ترین تک آهنگ دیجیتال سال             | "نور افکن"                       | برنده    | [ ۱۳۳ ] |
| ۲۰۲۱ | مراسم اهدای جوایز نایت موینگ استار دویین ۲۰۲۱                 | ستاره فهرست داغ سالانه                    | —                                | برنده    | [ ۱۳۴ ] |
| ۲۰۲۱ | مراسم اهدای جوایز شب ویبو                                     | ویبو کینگ                                 | —                                | برنده    | [ ۱۳۵ ] |

### شناخت دیگر
| سال  | جایزه                                         | نتیجه | منبع    |
| ---- | --------------------------------------------- | ----- | ------- |
| ۲۰۱۹ | جایزه چهره فشن مجله آی                        | 2nd   | [ ۱۳۶ ] |
| ۲۰۱۹ | فوربز چین لیست ۳۰ زیر ۳۰ آسیا ۲۰۱۹            | برنده | [ ۴۳ ]  |
| ۲۰۱۹ | تی‌سی‌سی خوشتیپ‌ترین چهره‌های آسیایی ۲۰۱۹ در آسیا | 1st   | [ ۱۳۷ ] |
| ۲۰۱۹ | عنوان سرصفحه روزنامه برتر سال تایلند          | برنده | [ ۱۳۸ ] |
| ۲۰۱۹ | تی‌سی‌سی خوشتیپ‌ترین چهره‌ ۲۰۱۹ در جهان           | 6th   | [ ۱۳۹ ] |
| ۲۰۱۹ | ستاره سنج بهترین بازیگر مرد درام آسیایی سال   | برنده | [ ۱۴۰ ] |
| ۲۰۱۹ | هفته نامه خبری پکن بهترین شخص سال             | برنده | [ ۱۴۱ ] |
| ۲۰۲۰ | تی‌سی‌سی ۱۰۰ چهره تاثیرگذار آسیایی در سال ۲۰۲۰  | 1st   | [ ۱۴۲ ] |
| ۲۰۲۰ | تی‌سی‌سی خوشتیپ‌ترین چهره‌های آسیایی ۲۰۲۰ در آسیا | 1st   | [ ۱۴۳ ] |
| ۲۰۲۰ | زیباترین سفیر خیریه ۲۰۲۰ در ویبو              | 1st   | [ ۱۴۴ ] |
| ۲۰۲۰ | ستاره سنج ۱۰۰ ستاره سکسی ۲۰۲۰ در جهان         | 1st   | [ ۱۴۵ ] |
| ۲۰۲۰ | خوشتیپ‌ترین آیدول چینی ۲۰۲۰ به انتخاب شاه      | 1st   | [ ۱۴۶ ] |
| ۲۰۲۰ | ۱۰۰ چهره خوشتیپ در آسیا اقیانوسیه ۲۰۲۰ تی‌سی‌سی | 1st   | [ ۱۴۷ ] |
| ۲۰۲۰ | ۱۰۰ مرد خوشتیپ جهان ۲۰۲۰ برترین زیبایی جهان   | 1st   | [ ۱۴۸ ] |
| ۲۰۲۰ | برترین‌های دهه ۲۰۲۰ ۱۰ آیدول خوشتیپ وی‌چت       | 3rd   |         |
| ۲۰۲۰ | ۱۰۰ چهره خوشتیپ ۲۰۲۰ در جهان تی‌سی‌سی           | 7th   | [ ۱۴۹ ] |
| ۲۰۲۰ | ۱۰۰ مرد خوشتیپ ۲۰۲۰ در جهان به انتخاب پادشاه  | 1st   | [ ۱۵۰ ] |
| ۲۰۲۱ | محبوبترین آیدول‌های چینی ۲۰۲۱ به انتخاب شاه    | 1st   | [ ۱۵۱ ] |
| ۲۰۲۱ | ۱۰۰ قلب آسیایی ۲۰۲۱ ستاره سنج                 | 3rd   |         |